# Liste der denkmalgeschützten Objekte in St. Pölten-Harland
Die Liste der denkmalgeschützten Objekte in St. Pölten-Harland enthält die denkmalgeschützten, unbeweglichen Objekt des St. Pöltner Stadtteils Harland.

## Denkmäler
| Foto |                 | Denkmal                                                                  | Standort                                     | Beschreibung | Metadaten |
| ---- | --------------- | ------------------------------------------------------------------------ | -------------------------------------------- | --- | --- |
| ja   | Datei hochladen | Spinnerei, Harlander Druck HERIS-ID: 31463 Objekt-ID: 28418              | Salcherstraße 44 Standort KG: Harland        | Am Standort wurde erstmals 1623 ein Mühlhof genannt, 1859 wurde das Gebäude für eine Wattefabrik neu errichtet. 1869 erwarb die benachbarte AG der k.k. priv. Harlander Baumwollspinnerei und Zwirnfabrik das Gebäude und erweiterte damit ihren Betrieb, es wurde eine Spinnerei untergebracht. Als 1892 die Spinnerei nach Ochsenburg verlegt wurde entstand an diesem Standort eine Zwirnerei, 1897 erweiterte man den Bau im Norden um ein Maschinenhaus und stockte den Südteil auf. 1915 wurde die Zwirnerei in ein neues Gebäude verlegt, das Erdgeschoß wurde zu Küche und Speisesaal umfunktioniert, später entstand die Etikettendruckerei. | BDA-Hist.: Q125460945 Status: Bescheid Stand der BDA-Liste: 2025-06-30 Name: Spinnerei, Harlander Druck GstNr.: 10 Spinnerei Harland         |
| ja   | Datei hochladen | Amtsgebäude HERIS-ID: 31468 Objekt-ID: 28424                             | Salcherstraße 76 Standort KG: Harland        | Das Amtshaus wurde von der AG der k.k. priv. Harlander Baumwollspinnerei und Zwirnfabrik 1901 als Gefolgschaftshaus errichtet. Es beherbergte ursprünglich eine Restauration und ist heute im Eigentum der Stadt St. Pölten. | BDA-Hist.: Q64512829 Status: § 2a Stand der BDA-Liste: 2025-06-30 Name: Amtsgebäude GstNr.: 36 Amtshaus Harland                              |
| ja   | Datei hochladen | Kraftwerksgebäude Theresienhof HERIS-ID: 31469 Objekt-ID: 28426seit 2019 | bei Theresienhofgasse 6 Standort KG: Harland | Das Kraftwerk wurde 1914 von der AG der k.k. priv. Harlander Baumwollspinnerei und Zwirnfabrik errichtet. | BDA-Hist.: Q105643125 Status: Bescheid Stand der BDA-Liste: 2025-06-30 Name: Kraftwerksgbäude Theresienhof GstNr.: 44 Kraftwerk Theresienhof |